# Дашиингийн Цэрэндагва
Дашиингийн Цэрэндагва — монгольский шахматист.
Сильнейший шахматист Монголии 1950-х гг. Первый многократный чемпион страны: победил в чемпионатах Монголии 1953, 1954 и 1957 гг.
В составе сборной Монголии принимал участие в шахматной олимпиаде 1956 г. В этом соревновании выступал в роли запасного участника. Сыграл 1 партию в полуфинальной группе (проиграл Б. Джурашевичу) и 5 партий в финале С (победил Ф. Мастихиадиса, Г. Бота и П. Рейссмана, сыграл вничью с Р. Кардосо и проиграл Дж. Уолшу).